# Будо
Будо (јап. 武道, пут рата, пут ратне вештине) је назив за све борилачке вештине Јапана, које - за разлику од традиционалних буђуцу борилачких вештина - поред техника борби садржавају и један „унутрашњи до“, тј. науку или филозофију. По једном другом излагању слова „бу“ могу да значе „зауставити оружје“. 
Док је буђуцу појам за саму борилачку вештину са приоритетом ефективности према противнику, будо је дејствовање усмерено на духовност вежбајућег. Као што у многим јапанским уметностима у будоу је смисао више у дејствовању него у резултату, оно је процес, чији је резултат отворен и често споредан. Будо и бушидо (пут ратника) имају такође значај методе за остварањем и владањем себе. 
Први системи будоа настали су за време релативно мирне едо-периоде (1600-1868), када самураји нису морали да воде многе ратове, те су могли да се посвете вежбањем борилачких вештина.

## Анегдота
Када је чувени ратник Цукара Бокуден остарио, позвао је своја три сина да их испита, који би га од њих троје наследио. Ставио је над вратима клупицу, тако да би пала кад би неко дохватио врата.
 
Најстарији син је први наишо, дохватио горе, узео клупицу и ставио на њено место.
 
Други син је отворио врата, видео клупицу да пада, ухватио је и ставио исто на њено место.
 
Трећи син је пожурио кроз врата, клупица је пала, али је он брзо извадио мач и разделио клупицу пре него што је пала на под. Кад се задовољно насмејао, отац му рече:
 
"Ти си несрећа за вештину будоа и срамота за целу породицу. Став је био важнији од технике. Напусти моју кућу и врати се тек, када то будеш разумео."
 
Другом сину рече:

"Ти мораш још да вежбаш, док развијеш дух који ће моћи тебе и друге да чува од несреће."
 
Најстаријем сину рече:

"Сада могу у миру да идем, јер ти си разумео, шта је у борилачким вештинама од важности."